# 6690 Messick
6690 Messick este un asteroid din centura principală, descoperit pe 25 septembrie 1981, de Brian Skiff.